# Saint-Épiphane
Saint-Épiphane est une municipalité dans la municipalité régionale de comté de Rivière-du-Loup au Québec (Canada), située dans la région administrative du Bas-Saint-Laurent.

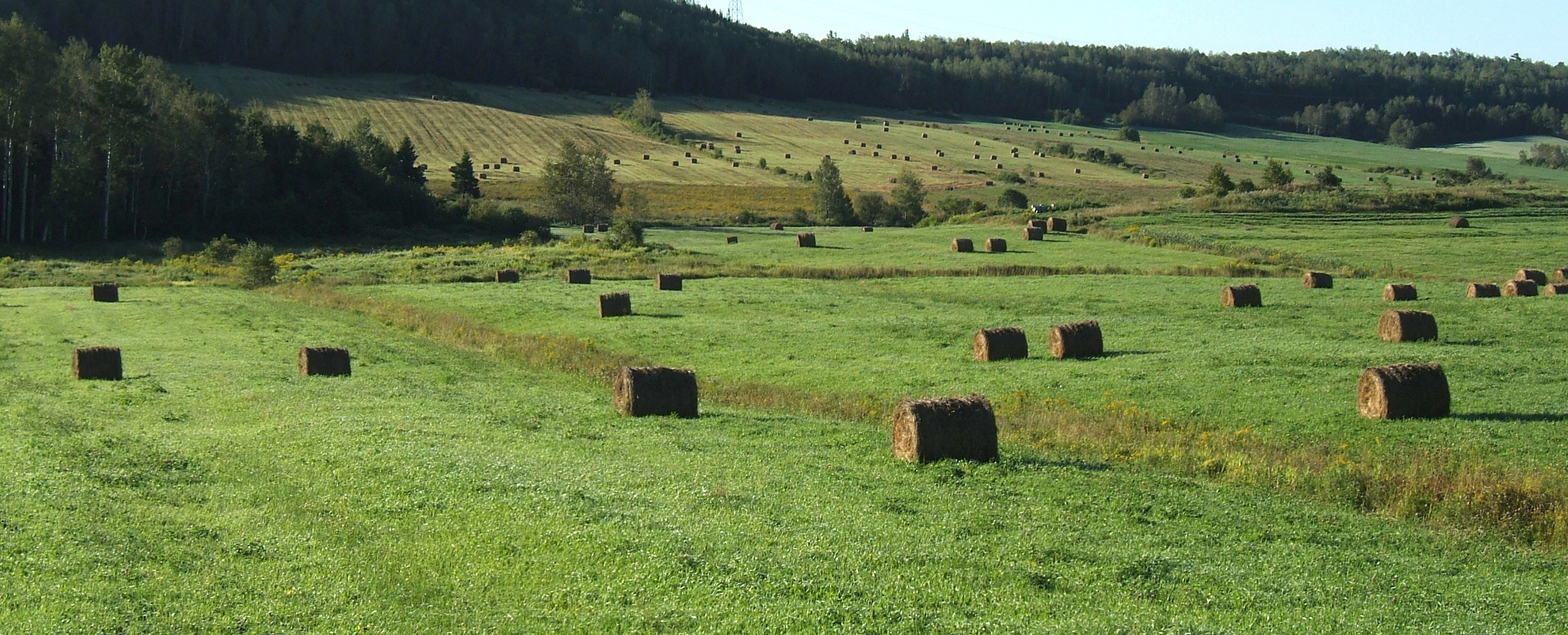
Paysages agricoles à Saint-Épiphane en septembre 2006

## Toponymie
C'est en 1894 que la municipalité a officiellement pris le nom de paroisse de Saint-Épiphane. Cette dénomination souligne l'apport d'un bienfaiteur de la fabrique, l'abbé Épiphane Lapointe (1822-1862). 

## Histoire
C'est en 1840 que les premiers colons, venus pour la plupart de Rivière-du-Loup, de Saint-Arsène et de L'Isle-Verte, s'établissent sur le territoire de la future municipalité. Dès 1842, une mission assure les secours de la religion aux rares habitants qui fondent une paroisse sous le nom de Saint-Épiphane en 1863, érigée canoniquement en 1870.
Le territoire paroissial avait été constitué à même ceux de Saint-Jean-Baptiste-de-l'Isle-Verte et de Saint-François-Xavier-de-Viger. Sur le plan municipal, on assiste, en 1855, à la création de la municipalité du canton de Viger, dont le nom rappelle le souvenir de Denis-Benjamin Viger (1774-1861). En 1894, la municipalité du canton de Viger devenait la municipalité de la paroisse de Saint-Épiphane. 
Anciennement, les Malécites, Amérindiens proches des Micmacs, habitaient une réserve implantée à proximité de Saint-Épiphane. 

## Géographie
La rivière Verte traverse la pointe nord-ouest de la municipalité vers le nord-est.
La rivière Cacouna en traverse l'ouest du sud-ouest vers le nord-ouest.
À partir de son crénon, dans le sud-est, la rivière à la Fourche coule vers nord-est en traverse la limite puis la retraverse vers le sud-ouest pour ensuite traverser la limite nord.

## Démographie

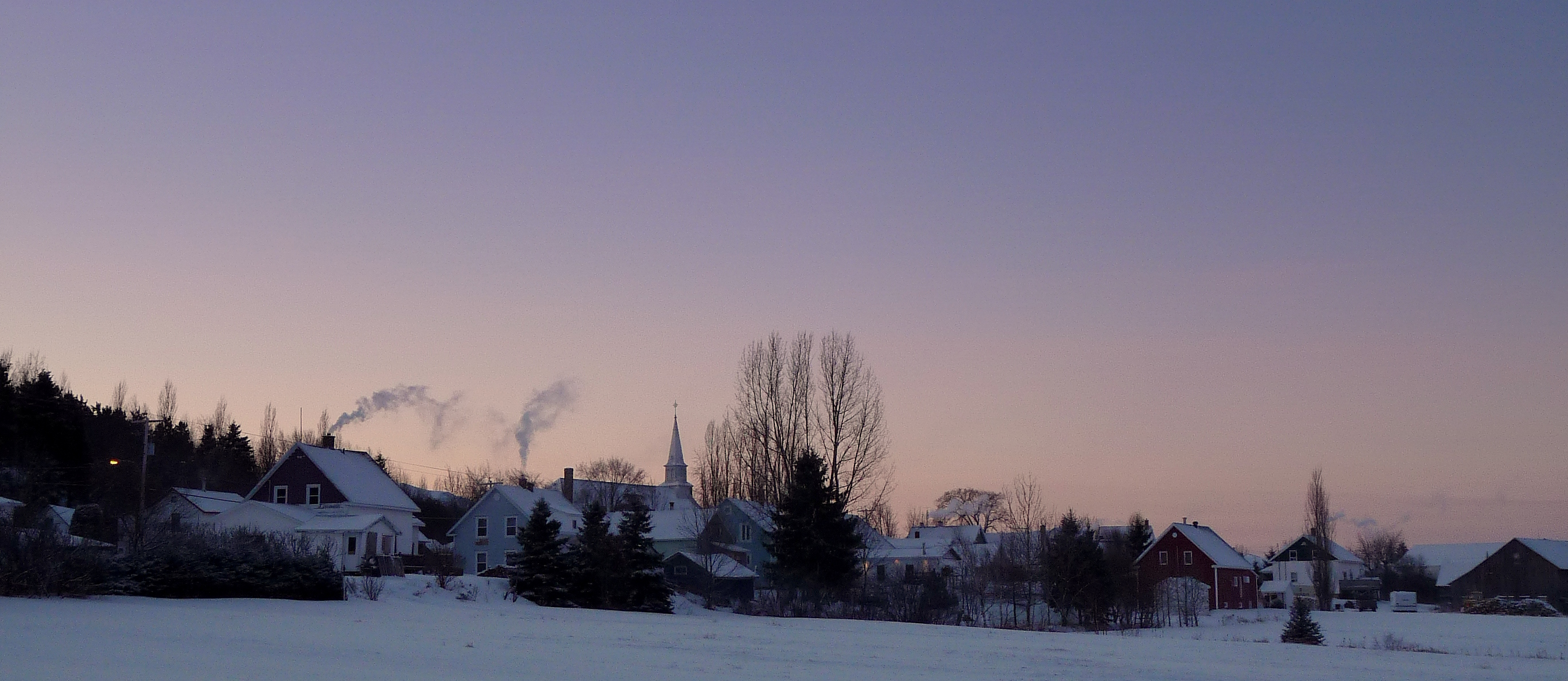
Village de Saint-Épiphane en décembre 2008

| 1996 | 2001 | 2006 | 2011 | 2016 | 2021 |
| ---- | ---- | ---- | ---- | ---- | ---- |
| 895  | 885  | 874  | 849  | 827  | 836  |

## Administration
Les élections municipales se font en bloc pour le maire et les six conseillers.
| Saint-Épiphane Maires depuis 2003                                                                                    |                     |         |          |
| Élection | Maire               | Qualité | Résultat |
| 2003 | Daniel Thériault    |         | Voir     |
| 2005 | Jean-Pierre Gratton |         | Voir     |
| n/d | Francis St-Pierre   |         | n/d      |
| 2009 | Francis St-Pierre   | Voir    |          |
| 2013 | Rénald Côté         |         | Voir     |
| 2017 | Rénald Côté         | Voir    |          |
| 2021 | Aucune candidature  |         | Voir     |
| nov. 2021 | Rachelle Caron      |         | Voir     |
| Élection partielle en italique Depuis 2005, les élections sont simultanées dans toutes les municipalités québécoises |                     |         |          |

## Projet Terravent
Le territoire de Saint-Épiphane a été pressenti pour accueillir, avec les communes voisines de L'Isle-Verte, Saint-Arsène, Saint-Épiphane et, dans une moindre mesure, Cacouna, un parc éolien de près de 170 MW de puissance et comptant près de 114 éoliennes au total. Ce projet a fait l'objet d'un rapport défavorable du Bureau d'audiences publiques en environnement et a été abandonné en décembre 2008.

## Jumelage(s)
La commune est jumelée avec :
- Manéglise (France)